# (9217) Kitagawa
(9217) Kitagawa – planetoida z pasa głównego asteroid okrążająca Słońce w ciągu 3 lat i 201 dni w średniej odległości 2,33 j.a. Została odkryta 16 listopada 1995 roku w obserwatorium w Ōizumi przez Takao Kobayashiego. Nazwa planetoidy pochodzi od Ryujiego Kitagawy (1949-2009), profesora Uniwersytetu w Hiroszimie. Przed nadaniem nazwy planetoida nosiła oznaczenie tymczasowe (9217) 1995 WN.